# Partykularyzm moralny
Partykularyzm moralny jest poglądem, wedle którego nie istnieją zasady moralne i osąd moralny może być wydany tylko w oparciu o określone sytuacje, realne bądź wyobrażone. Teoria ta stoi w całkowitej sprzeczności do innych prominentnych teorii moralności takich jak deontologia czy utylitaryzm.